# ZAZ-타브리아

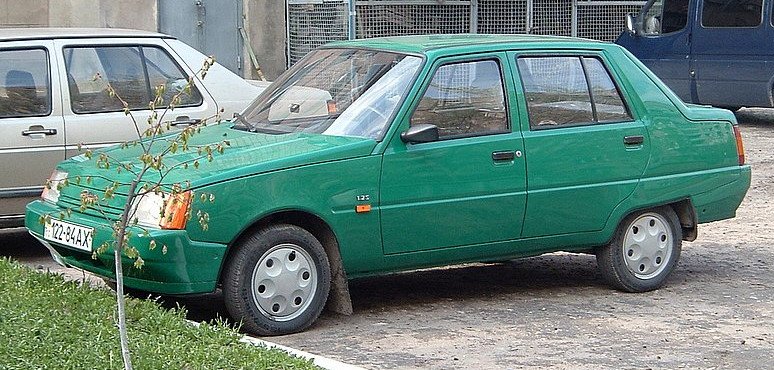
ZAZ-1103 슬라부타

ZAZ-타브리아(우크라이나어: ЗАЗ-Таврія, 러시아어: ЗАЗ-Таврия) 또는 ZAZ-1102(러시아어: ЗАЗ-1102)는 소련과 우크라이나의 자포리자 자동차 회사(ZAZ)에서 생산된 3도어 해치백 전륜구동 자동차이다. 1987년부터 1997년까지 판매되었으며 1970년대 소련에서 출시된 2도어 세단, 2도어 해치백 자동차와 유사한 구조를 띠고 있다.

## 사양
- 분류: 3도어 해치백
- 엔진: MeMZ-245, MeMZ-2457, MeMZ-307, FIAT-903, VAZ-2108
- 구동 방식: 전방 배치 후륜 구동
- 변속기: 수동변속기 4단, 수동변속기 5단
- 휠 베이스: 2,320mm
- 전체 길이: 3,708mm
- 전체 너비: 1,554mm
- 전체 높이: 1,410mm
- 중량: 710kg

## 파생 브랜드
- ZAZ-1102 타브리아 노바 (ZAZ-1102 Tavria Nova, 1998년 ~ 2007년)
- ZAZ-1105 다나 (ZAZ-1105 Dana, 1994년 ~ 1997년)
- ZAZ-1103 슬라부타 (ZAZ-1103 Slavuta, 1999년 ~ 2011년)
- ZAZ-11055 타브리아 픽업 (ZAZ-11055 Tavria Pick-Up, 1999년 ~ 2010년)